# Золотий м'яч 1980
«Золотий м'яч 1980»

30 грудня 1980
Найкращий футболіст Європи: 
 Карл-Гайнц Румменігге
 (вперше)

← 1979 * Золотий м'яч * 1981 →
Золотий м'яч 1980 року — 25-те щорічне вручення нагороди найкращому футболісту Європи, за підсумками опитування від журналу «Франс Футбол».

## Процедура голосування
Участь у голосуванні за визначення найкращого футболіста в Європі взяли представники 25 футбольних асоціацій УЄФА, зокрема: Австрії, Англії, Бельгії, Болгарії, Данії, Ірландії, Іспанії, Італії, Люксембурга, Нідерландів, НДР, Польщі, Португалії, Румунії, СРСР, Туреччини, Угорщини, Фінляндії, Франції, ФРН, Чехословаччини, Швейцарії, Швеції, Шотландії та Югославії. Втретє поспіль серед респондентів не було представника Норвегії, а також Греції, яка до цього була відсутня лише одного разу у 1956 році.
Кожен із членів журі обирав п'ятьох футболістів, які, на його думку, є найкращими гравцями Європи. За перше місце нараховували 5 очок, за друге — чотири, за третє — три, за четверте — два, за п'яте — одне очко. Переможець максимально міг отримати 125 очок.
Результати голосування були опубліковані 30 грудня 1980 року в журналі France Football (№ 1812).

## Підсумки голосування
Володарем нагороди вперше став 25-річний німецький нападник клубу «Баварія» Карл-Гайнц Румменігге.
Румменігге зі значною перевагою випередив найближчих переслідувачів співвітчизника Бернда Шустера та француза Мішеля Платіні. Він був відзначений в усіх 25 анкетах респондентів, зокрема у 24 — на першому місці. Карл-Гайнц Румменігге набравши 97,6 % максимально можливої кількості очок перевершив попередній найкращий результат, який показав Олег Блохін у 1975 році (93,8 %).
Карл-Гайнц Румменігге став третім німецьким футболістом в історії, після Герда Мюллера (1970) і Франца Бекенбауера (1972, 1976), який виграв «Золотий м'яч».
| Місце | Гравець               | Клуб                   | Країна         | Очки | %      | Місця | Місця | Місця | Місця | Місця | К-ть голосів |
| Місце | Гравець               | Клуб                   | Країна         | Очки | %      | 1-ше  | 2-ге  | 3-тє  | 4-те  | 5-те  | К-ть голосів |
| ----- | --------------------- | ---------------------- | -------------- | ---- | ------ | ----- | ----- | ----- | ----- | ----- | ------------ |
| 1     | Карл-Гайнц Румменігге | Баварія                | ФРН            | 122  | 97.6 % | 24    |       |       | 1     |       | 25           |
| 2     | Бернд Шустер          | Кельн Барселона        | ФРН            | 34   | 27.2 % | 1     | 3     | 3     | 3     | 2     | 12           |
| 3     | Мішель Платіні        | Сент-Етьєн             | Франція        | 33   | 26.4 % |       | 3     | 4     | 2     | 5     | 14           |
|       |                       |                        |                |      |        |       |       |       |       |       |              |
| 4     | Вілфрід ван Мур       | Беверен                | Бельгія        | 27   | 21.6 % |       | 4     | 2     | 2     | 1     | 9            |
| 5     | Ян Кулеманс           | Брюгге                 | Бельгія        | 20   | 16 %   |       | 3     | 1     | 2     | 1     | 7            |
| 6     | Горст Грубеш          | Гамбург                | ФРН            | 18   | 14.4 % |       | 1     | 2     | 4     |       | 7            |
| 7     | Герберт Прогазка      | Аустрія Інтернаціонале | Австрія        | 14   | 11.2 % |       | 2     | 2     |       |       | 4            |
| 8     | Ліам Бреді            | Арсенал Ювентус        | Ірландія       | 11   | 8.5 %  |       | 2     | 1     |       |       | 3            |
| 8     | Гансі Мюллер          | Штутгарт               | ФРН            | 11   | 8.5 %  |       | 1     | 2     |       | 1     | 4            |
| 10    | Манфред Кальц         | Гамбург                | ФРН            | 10   | 8 %    |       |       | 2     | 2     |       | 4            |
|       |                       |                        |                |      |        |       |       |       |       |       |              |
| 11    | Ервін Ванденберг      | Льєрс                  | Бельгія        | 9    | 6.9 %  |       | 2     |       |       | 1     | 3            |
| 11    | Діно Дзофф            | Ювентус                | Італія         | 9    | 6.9 %  |       | 1     | 1     | 1     |       | 3            |
| 11    | Луїс Арконада         | Реал Сосьєдад          | Іспанія        | 9    | 6.9 %  |       |       | 2     |       | 3     | 5            |
| 14    | Кенні Далгліш         | Ліверпуль              | Шотландія      | 5    | 3.8 %  |       |       | 1     |       | 2     | 3            |
| 14    | Бруно Пеццай          | Айнтрахт               | Австрія        | 5    | 3.8 %  |       |       |       | 2     | 1     | 3            |
| 16    | Вів Андерсон          | Ноттінгем Форест       | Англія         | 4    | 3.1 %  |       | 1     |       |       |       | 1            |
| 16    | Франческо Граціані    | Торіно                 | Італія         | 4    | 3.1 %  |       | 1     |       |       |       | 1            |
| 16    | Террі Макдермот       | Ліверпуль              | Англія         | 4    | 3.1 %  |       | 1     |       |       |       | 1            |
| 16    | Руд Крол              | Аякс Наполі            | Нідерланди     | 4    | 3.1 %  |       |       |       | 2     |       | 2            |
| 20    | Мануел Бенту          | Бенфіка                | Португалія     | 3    | 2.3 %  |       |       | 1     |       |       | 1            |
| 20    | Ладислав Візек        | Дукла                  | Чехословаччина | 3    | 2.3 %  |       |       | 1     |       |       | 1            |
| 22    | Франк Арнесен         | Аякс                   | Данія          | 2    | 1.5 %  |       |       |       | 1     |       | 1            |
| 22    | Девід О'Лірі          | Арсенал (Лондон)       | Ірландія       | 2    | 1.5 %  |       |       |       | 1     |       | 1            |
| 22    | Антонін Паненка       | Богеміанс 1905         | Чехословаччина | 2    | 1.5 %  |       |       |       | 1     |       | 1            |
| 22    | Владимир Петрович     | Црвена Звезда          | Югославія      | 2    | 1.5 %  |       |       |       | 1     |       | 1            |
| 22    | Збігнев Бонек         | Відзев (Лодзь)         | Польща         | 2    | 1.5 %  |       |       |       |       | 2     | 2            |
| 27    | Алессандро Альтобеллі | Інтернаціонале         | Італія         | 1    | 0.8 %  |       |       |       |       | 1     | 1            |
| 27    | Джанкарло Антоньйоні  | Фіорентіна             | Італія         | 1    | 0.8 %  |       |       |       |       | 1     | 1            |
| 27    | Зденек Негода         | Дукла                  | Чехословаччина | 1    | 0.8 %  |       |       |       |       | 1     | 1            |
| 27    | Марчел Редукану       | Стяуа                  | Румунія        | 1    | 0.8 %  |       |       |       |       | 1     | 1            |
| 27    | Тревор Френсіс        | Ноттінгем Форест       | Англія         | 1    | 0.8 %  |       |       |       |       | 1     | 1            |
| 27    | Пітер Шилтон          | Ноттінгем Форест       | Англія         | 1    | 0.8 %  |       |       |       |       | 1     | 1            |

## Цікаві факти
- Розподіл по амплуа серед 32 футболістів згаданих в анкетах наступний: 4 воротарі, 5 захисників, 12 півзахисників та 11 нападників.[4]
- Вчетверте за час проведення опитувань за переможця віддали свої голоси респонденти усіх країн, що взяли участь в опитуванні. Раніше усі голоси респондентів отримували Йоган Кройф (1974), Олег Блохін (1975) та Кевін Кіган (1979).
- Карл-Гайнц Румменігге переміг з найбільшою різницею за відсотками максимально можливої кількості очок над найближчим конкурентом  — 70,4 % (97,6 % проти 27,2 % у Бернда Шустера), перевершивши досягнення Альфредо Ді Стефано 1957 року — 66,25 %. Цей показник і досі (станом на 2024 рік) залишається рекордним за історію проведення опитувань.
- Представник ФРН вчетверте виграв трофей «Золотий м'яч». Німці наздогнали лідера за цим показником — Англію, по три нагороди мали Іспанія та Нідерланди.
- «Баварія» вийшла в лідери за кількістю «Золотих м'ячів» — 4 нагороди. У найближчих переслідувачів «Манчестер Юнайтед», «Реал» (Мадрид) та «Барселони» — по 3 нагороди.
- У загальний залік опитування не потрапив лауреат нагороди двох попередніх років — Кевін Кіган.
- 32 гравці згадані в анкетах представляли 16 країн, з них найбільше було від ФРН — 5, Англії та Італії — по 4, Бельгії та Чехословаччини — по 3, від Ірландії та Австрії — по 2 гравці.
- Представники ФРН 24 роки поспіль були серед номінантів на нагороду, другий найкращий показник був у італійців — 21 поспіль попадання у заліки опитувань. Усього за 25 років вручення нагороди футболісти ФРН та Італії згадувалися в анкетах хоча б одного разу у 24-х опитуваннях, гравці Англії згадувалися в анкетах у 23-х опитуваннях, Іспанії — у 22-х, Франції — у 21-му, СРСР — у 19-ти, Швеції — у 18-ти, Угорщини, Югославії та Шотландії — у 17-ти, Нідерландів — у 16-ти опитуваннях.
- Вчетверте поспіль і в шостий раз в історії в списках номінантів не виявилося жодного футболіста із СРСР.
- Німецькі футболісти найчастіше попадали в загальний залік опитувань — 89 разів, італійські — 75, англійські — 72, угорські — 45, іспанські — 43, нідерландські — 41, радянські — 40, французькі — 39 разів.
- Всьоме лауреатом трофею став представник німецької першості, яка стала лідером за цим показником. У іспанської першості — 6 трофеїв, в англійської було в активі 4 трофеї.
- Всього в анкетах були згадані гравці із 25 клубів, серед них найбільше було представників «Ноттінгем Форест» — 3, «Ліверпуля», «Інтернаціонале», «Дукли», «Гамбурга» та «Ювентуса» — по 2, ще із 19 клубів — по 1 гравцю.
- Всього за 25 років в анкетах були згадані 317 футболістів зі 143 клубів. Футболісти мадридського «Реала» були згадані в опитуваннях хоча б одного разу у 19-ти випадках, «Ювентуса» та «Інтернаціонале» — у 16-ти, «Манчестер Юнайтед» та «Баварії» — у 15-ти, «Мілана» — у 14-ти, «Барселони», «Бенфіки» та празької «Дукли» — у 13-ти, «Тоттенгем Готспур» та «Аякса» — у 12-ти, московського «Динамо», «Гамбурга» та «Уйпешта» — в 11-ти випадках.
- Лідером за кількістю футболістів згаданих в анкетах за історію вручення нагороди залишалася Англія — 30 гравців. Серед лідерів були ФРН — 29, Італія — 28, Франція — 22, Нідерланди та Іспанія — по 18, а також СРСР, Угорщина, Чехословаччина та Югославія — по 17 гравців.
- Вперше в опитуваннях були згадані гравці 6 клубів, зокрема: «Беверена», «Брюгге», «Льєрса», «Реала» Сосьєдад, «Наполі» та «Стяуа».
- Рекордсменами за кількістю попадань у заліки опитувань залишалися Франц Бекенбауер та Йоган Кройф — в обох по 12 номінацій, у Еусебіу було 11 номінацій, у Льва Яшина, Джанні Рівери та Герда Мюллера — по 10, Боббі Чарлтона та Сандро Маццоли — по 9 номінацій.
- Мішель Платіні вчетверте потрапив у чільну п'ятірку. Лідером за кількістю потраплянь у п'ятірку найкращих залишався Франц Бекенбауер — 10 разів, у найближчого переслідувача Йогана Кройфа було 7 потраплянь, 6 — у Еусебіу.